# Richard Stegemann (Ökonom)
Johann Richard Stegemann (geboren am 16. August 1856 in Groß Wanzleben; gestorben am 15. Mai 1925 in Bad Harzburg) war ein deutscher Ökonom und Handelskammer-Sekretär.

## Leben
Richard Stegemann war der Sohn des Kreisrichters Franz Stegemann und seiner Ehefrau Philippine Schaefer. Nachdem der Vater 1862 verstorben war, übersiedelte die Familie nach Brandenburg, wo er die ersten Klassen des Gymnasiums besuchte. Er wurde zum 14. April 1871 in die Schulpforta aufgenommen. Seine Familie wohnte dann in Naumburg. Als 1872 auch die Mutter verstarb, wurde sein Onkel, der Berliner Fabrikant Otto Schaefer, sein Vormund. 1876 bestand er das Abitur in Schulpforta. Ab 1879 studierte er an der Friedrich-Wilhelms-Universität zu Berlin Rechtswissenschaft und Staatswissenschaft. Nach einem Studienaufenthalt in Paris 1880 und einem zweijährigen Aufenthalt in Joinville in Brasilien war er als Lehrer tätig. Danach studierte er an der Eberhard Karls Universität Tübingen. Für seine Promotion, die erste Promotion über Das Kapital von Karl Marx überhaupt, wandte er sich im Frühjahr 1885 an Friedrich Engels, um biografische Details zur Person von Marx zu erhalten. Seine Doktorarbeit hatte das Thema Zur Kritik des Marx’schen „Capital“. Die Promotion fand am 7. August 1885 statt. Sein Doktorvater war der Nationalökonom Gustav von Schönberg.
Stegemann war 1886 als Nachfolger von Friedrich Fabri vom Präsidium der Lenneper Kammer unter mindestens 49 Bewerbern ausgewählt worden. Im Oktober 1890 erhielt er das Amt des Sekretärs der Handelskammer für den Regierungsbezirk Oppeln. Er initiierte 1891 eine Vereinigung der Handelskammersekretäre, zu deren Vorsitzendem er gewählt wurde. Im März 1894 wählte ihn die Vollversammlung der Braunschweiger Handelskammer zum Nachfolger von Max Vosberg-Rekow. Bis 1924 übte Stegemann dieses Amt aus.
Neben seinem Amt als Syndikus der Handelskammer wurde Richard Stegemann auf Vorschlag des Kammerpräsidenten Max Jüdel und des Staatsministers Adolf Hartwieg 1897 zum Regierungsrat für die Bereiche Handel und Gewerbe im Herzoglichen Staatsministerium ernannt. Bis 1915 war er herzoglicher Beamter.
Neben seiner Arbeit in der Handelskammer und im Staatsministerium nutzte er zwischen 1905/06 und 1911 die Möglichkeit, regelmäßig Lehrveranstaltungen über Theorie und Praxis der Volkswirtschaftslehre an der Technischen Hochschule Braunschweig zu halten.
Zur effektiveren Koordinierung der Heeereslieferungen wurde im August 1917 Stegemann als Leiter des braunschweigischen Heeresauftragsamt berufen. Er wurde im Juni 1920 in den Vorläufigen Reichswirtschaftsrat berufen.
Richard Stegemann war seit 1893 mit Helene Platte verheiratet. Sie hatten einen Sohn namens Günther und drei Töchter Irmgard, Edith und Christa. Nach seinem Ausscheiden aus dem Dienst zog die Familie Stegemann 1924 nach Bad Harzburg, wo Richard Stegemann am 15. Mai 1925 nach kurzer Krankheit verstarb.

## Ehrungen
- 1907 Geheimer Regierungsrat
- Ritter I. Klasse des Ordens Heinrich des Löwen
- italienischer Ritterorden St. Mauritius- und Lazarus
- Preußischer Roter Adler-Orden IV. Klasse

## Werke

### Selbstständige Veröffentlichungen
- Deutschlands Koloniale Politik. Mit einem Vorwort: „Deutsche Politik der nächsten Jahre“. Puttkammer & Mühlbrecht, Berlin 1884.[7]
- Zur Kritik des Marx´schen ‚Capital‘. Diss. Tübingen 1885.
- Die Geschäftsordnungen der deutschen Handelskammern.  Remscheid 1888.
- Materialien zur Markenschutz-Gesetzgebung. Remscheid 1889.[8] Universitäts- und Stadtbibliothek Köln
- Jürgen Bona Meyer und [Richard] Stegemann: Die Fortbildungs- und Haushaltungsschulen für Mädchen. Referat und Korreferat nebst Verhandlung. Strauß, Bonn 1889. (=Schriften des Liberalen Schulvereins Rheinlands und Westfalens 17)
- Gesetz über die Handelskammern vom 24. Februar 1870. Mit Einleitung, Commentar und Sachregister. J. Guttentag, Berlin 1892. Staatsbibliothek  zu Berlin
- Arbeits-Ordnung. Rathschläge und Winke für Fabrikanten. Frank, Oppeln 1892.
- Landwirthschaftskammern. Parey, Berlin 1892.
- Unlauteres Geschäftsgebaren. Albert Limbach, Braunschweig 1894.
  - Unlauteres Geschäftsgebaren. 1. Typische Fälle im Auftrage der Handelskammern Braunschweig, Goslar, Göttingen, Halberstadt, Halle, Hannover, Hildesheim, Kassel, Minden, Nordhausen, Osnabrück zusammengestellt.
  - Unlauteres Geschäftsgebaren. 2. Berichte, Anträge und Verhandlungen im Auftrage der Handelskammern Braunschweig, Goslar, Göttingen, Halberstadt, Halle, Hannover, Hildesheim, Kassel, Minden, Nordhausen, Osnabrück zusammengestellt.
- Kaufmännisches Fortbildungs-Schulwesen: Berichte und Verhandlungen aus der am 4. und 5. Oktober 1895 zu Braunschweig stattgehabten Versammlung. Handelskammer für das Herzogthum Braunschweig, Braunschweig 1896.
- Das neue Handwerksgesetz gemeinverständlich dargestellt im Auftrage des Herzogl. Braunschw.- Lüneb. Staatsministeriums dargestellt. Albert Limbach, Braunschweig 1898. TU Braunschweig
- Tanne und Wieda. Geschichte zweier Harzer Arbeiter-Genossenschaften. Verlag für kaufmännisches Unterrichtswesen und Wirthschaftskunde, Braunschweig 1899.[9] (=Beiträge zur Wirthschaftskunde) TU Braunschweig
- H. Haberstroh, E. Görts, E. Weidlich, R. Stegemann: Anlage von Fabriken. B. G. Teubner, Leipzig 1907. (=Teubners Handbücher für Handel und Gewerbe) Archive.org
- Rede gehalten zur Einweihung des Handelskammergebäudes Braunschweig, den 11. Juni 1910. Krampe, Braunschweig 1910. TU Braunschweig
- Die Fortführung des Mittellandkanals. Vortrag gehalten in der Generalversammlung des Ausschusses zur Förderung des Rhein-Weser-Elbe-Kanals in Berlin am Montag den 24. Januar 1916, Faber, Magdeburg 1916. (=Veröffentlichungen der Vereinigung zur Förderung der südl. Linie des Mittellandkanals 1) TU Braunschweig
- Der Einfluss des Krieges auf Handel und Industrie des Herzogtums Braunschweig. Vortrag, gehalten in der Vollversammlung der Handelskammer für das Herzogtum Braunschweig am 16. Oktober 1916. Georg Westermann, Braunschweig 1916.  TU Braunschweig
- Deutsches Kriegswirtschaftsmuseum. Leitende Gedanken. Brandstetter, Leipzig 1917.
- Der Mittellandkanal. Vortrag gehalten vor den Mitgliedern der verfassungsgebenden Preußischen Landesversammlung am 23. Oktober 1919. Georg  Westermann, Braunschweig 1919. TU Braunschweig
- Zur Wirtschaftsverfassung des Deutschen Reiches. Kritik und Vorschläge. Georg Westermann, Braunschweig 1922. TU Braunschweig

### Herausgeber
- Zeitschrift für Handel und Gewerbe, Organ für die deutschen Handelskammern. Remscheid; Bonn : Haustein; Berlin; Leipzig [anfangs], 1888–1892.
- Gemeinwohl.Zeitschrift des Bergischen Vereins für Gemeinwohl. Elberfeld (1. Jg. 1888/89 bis 3. Jg. 1890/91) (Redakteur)
- Oberschlesisches Firmen- und Adressbuch. Eugen Franck, Oppeln 1892.
- Aus der Praxis der Handelskammern. Beiträge zur praktischen Nationalökonomie. Band 1. Eugen Franck’sche Buchhandlung, Oppeln 1892.[10]
- Archiv für exakte Wirtschaftsforschung (Thünen-Archiv). Hrsg. in Verbindung mit E. Laur, Richard Passow, Richard Stegemann, F. Waterstradt von Richard Ehrenberg. Gustav Fischer, Jena 1911–1922.

### Unselbstständige Veröffentlichungen
- Ökonomische Grundanschauungen von Marx. In: Preußische Jahrbücher. Hrsg. von H. v. Treitschke und H. Delbrück. Band 57. Georg Reimer, Berlin 1886, Heft 3, S. 213–234. Archive.org[11]
- Die staatsrechtliche Stellung der Handelskammern in Preußen. Sonderabdruck aus „Jahrbuch für Gesetzgebung, Verwaltung und Volkswirtschaft im Deutschen Reiche“, 4. Jg. Heft III/IV. Duncker & Humblot, Leipzig 1888, S. 228–244. DigiZeitschriften.
- Die land-und forstwirtschaftlichen Gewerbe Deutschlands. Mit zahlreichen Tabellen sowie 5 Karten. Vorrede von Dr. [Richard] Stegemann, Reg.R. B. G. Teubner, Leipzig 1902. (=Handbuch der Wirtschaftskunde Deutschlands 2)

### Briefe
- Richard Stegemann in Tübingen an Friedrich Engels in London 21. März 1885[12]
- Friedrich Engels in London an Richard Stegemann in Tübingen 26. März 1885 [Entwurf][13]
- Richard Stegemann in Tübingen an Friedrich Engels in London  29. März 1885[14]
- Friedrich Engels in London an Richard Stegemann in Tübingen 5. Mai 1885 [Entwurf][15]
- Richard Stegemann in Tübingen an Friedrich Engels in London 8. Mai 1885[16]
- Richard Stegemann in Remscheid an Karl Lamprecht (Zeitschrift für Handel und Gewerbe. Organ für die deutschen Handelskammern) 27. Januar 1890 Universität Bonn
- Richard Stegemann in Remscheid an Karl Lamprecht (Zeitschrift für Handel und Gewerbe. Organ für die deutschen Handelskammern) 12. Februar 1890 Universität Bonn
- Richard Stegemann in Remscheid an Karl Lamprecht (Zeitschrift für Handel und Gewerbe. Organ für die deutschen Handelskammern) 28. Februar 1890 Universität Bonn